# El Tambo (Cauca)
El Tambo ist eine Gemeinde (municipio) im Departamento Cauca in Kolumbien.

## Geographie
El Tambo liegt in der Provincia del Centro in Cauca, in der inoffiziellen Metropolregion Popayán. Die Gemeinde grenzt im Norden an López de Micay, im Süden an Patía, La Sierra und Argelia, im Osten an Morales, Cajibío, Popayán, Timbío und Rosas und im Westen an Timbiquí.

## Bevölkerung
Die Gemeinde El Tambo hat 48.094 Einwohner, von denen 7193 im städtischen Teil (cabecera municipal) der Gemeinde leben (Stand: 2019).

## Geschichte
El Tambo wurde 1641 mit dem Ziel gegründet, die in der Gegend lebenden indigenen Völker besser zu kontrollieren. Seit 1914 hat El Tambo den Status einer Gemeinde.

## Wirtschaft
Der wichtigste Wirtschaftszweig von El Tambo ist die Landwirtschaft. Insbesondere werden Kaffee und Bananen angebaut. Zudem spielen Holzwirtschaft sowie Rinder- und Schweineproduktion eine wichtige Rolle. Daneben werden Gold und Kohle gewonnen.